# María Romero Cordero
María Romero Cordero (Santiago, 2 de abril de 1909-Santiago, 14 de agosto de 1990) fue una periodista y crítica de cine chilena. Se le considera como de una de las pioneras en el periodismo cinematográfico y de espectáculos en su país y Latinoamérica.

## Biografía
Fue hija de Alberto Romero Herrera e Concepción Cordero, y hermana del escritor Alberto Romero y tía de la periodista Graciela Romero.
Estudió por un tiempo pedagogía en inglés en la Facultad de Filosofía y Educación de la Universidad de Chile, y posteriormente estudió un posgrado en educación parvularia en el Mills College, en San Francisco, Estados Unidos, gracias a una beca que gestionó la educadora Amanda Labarca. Tuvo la ocasión de visitar Hollywood, cuna de la industria del cine estadounidense, experiencia que la marcaría en su futuro profesional.
Tuvo relaciones sentimentales con el escritor Manuel Rojas y el crítico literario Raúl Silva Castro, sin embargo nunca contrajo matrimonio ni tuvo hijos.

## Carrera profesional
A su regreso a Chile, a fines de la década de 1930, fue contratada como secretaria del escritor Luis Enrique Délano, entonces director de la revista Ecran, en la cual comenzó a participar haciendo entrevistas y columnas sobre cine. Finalmente, en 1939 reemplazó a Délano en la dirección de Ecran, dándole su sello como revista dedicada al cine por sobre los temas femeninos y literarios. Romero estuvo en el cargo hasta 1960.
Entre 1961 y 1963 vivió en los Estados Unidos, y a su regreso se desempeñó por largo tiempo como comentarista de cine del diario El Mercurio, y posteriormente en Televisión Nacional de Chile (TVN), donde se hizo conocida por sus críticas cinematográficas en el noticiero 60 minutos.
En 1972 obtuvo el Premio Lenka Franulic.